# All the Stars
"All the Stars" is een nummer van de Amerikaanse rapper Kendrick Lamar en de Amerikaanse zangeres SZA. Geschreven door Lamar, SZA, Sounwave en Al Shux en geproduceerd door de laatste twee. "All the Stars" werd op 4 januari 2018 uitgebracht als de eerste single van het soundtrackalbum van de film Black Panther uit 2018. Het nummer verscheen in de film tijdens de aftiteling.
"All the Stars" heeft talloze onderscheidingen en nominaties ontvangen, waaronder een nominatie voor Beste filmsong bij de 76e Golden Globe Awards en de 91ste Oscaruitreiking, evenals vier nominaties voor de 61e Grammy Awards, waaronder Record of the Year en Song of the Year.
"All the Stars" won het beste nummer van de African-American Film Critics Association.
Het nummer verscheen op 20 januari 2020 in de Vlaamse Ultratop 50 Singles en 3 maart 2018 in de Nederlandse Top 40.

## Hitnoteringen

### Nederlandse Top 40
| Positie: | 38 | 32 | 29 | 30 | 36 | 36 | uit |

### Vlaamse Ultratop 50 Singles
| Hitnotering: (Week 1 t/m 2) 20-01-2018 t/m 27-01-2018 Hitnotering: (Week 3 t/m 13) 17-02-2018 t/m 28-04-2018 | Hitnotering: (Week 1 t/m 2) 20-01-2018 t/m 27-01-2018 Hitnotering: (Week 3 t/m 13) 17-02-2018 t/m 28-04-2018 | Hitnotering: (Week 1 t/m 2) 20-01-2018 t/m 27-01-2018 Hitnotering: (Week 3 t/m 13) 17-02-2018 t/m 28-04-2018 | Hitnotering: (Week 1 t/m 2) 20-01-2018 t/m 27-01-2018 Hitnotering: (Week 3 t/m 13) 17-02-2018 t/m 28-04-2018 | Hitnotering: (Week 1 t/m 2) 20-01-2018 t/m 27-01-2018 Hitnotering: (Week 3 t/m 13) 17-02-2018 t/m 28-04-2018 | Hitnotering: (Week 1 t/m 2) 20-01-2018 t/m 27-01-2018 Hitnotering: (Week 3 t/m 13) 17-02-2018 t/m 28-04-2018 | Hitnotering: (Week 1 t/m 2) 20-01-2018 t/m 27-01-2018 Hitnotering: (Week 3 t/m 13) 17-02-2018 t/m 28-04-2018 | Hitnotering: (Week 1 t/m 2) 20-01-2018 t/m 27-01-2018 Hitnotering: (Week 3 t/m 13) 17-02-2018 t/m 28-04-2018 | Hitnotering: (Week 1 t/m 2) 20-01-2018 t/m 27-01-2018 Hitnotering: (Week 3 t/m 13) 17-02-2018 t/m 28-04-2018 | Hitnotering: (Week 1 t/m 2) 20-01-2018 t/m 27-01-2018 Hitnotering: (Week 3 t/m 13) 17-02-2018 t/m 28-04-2018 | Hitnotering: (Week 1 t/m 2) 20-01-2018 t/m 27-01-2018 Hitnotering: (Week 3 t/m 13) 17-02-2018 t/m 28-04-2018 | Hitnotering: (Week 1 t/m 2) 20-01-2018 t/m 27-01-2018 Hitnotering: (Week 3 t/m 13) 17-02-2018 t/m 28-04-2018 | Hitnotering: (Week 1 t/m 2) 20-01-2018 t/m 27-01-2018 Hitnotering: (Week 3 t/m 13) 17-02-2018 t/m 28-04-2018 | Hitnotering: (Week 1 t/m 2) 20-01-2018 t/m 27-01-2018 Hitnotering: (Week 3 t/m 13) 17-02-2018 t/m 28-04-2018 | Hitnotering: (Week 1 t/m 2) 20-01-2018 t/m 27-01-2018 Hitnotering: (Week 3 t/m 13) 17-02-2018 t/m 28-04-2018 | Hitnotering: (Week 1 t/m 2) 20-01-2018 t/m 27-01-2018 Hitnotering: (Week 3 t/m 13) 17-02-2018 t/m 28-04-2018 |
| Week: | 1 | 2 | | 3 | 4 | 5 | 6 | 7 | 8 | 9 | 10 | 11 | 12 | 13 | |
| --- | --- | --- | --- | --- | --- | --- | --- | --- | --- | --- | --- | --- | --- | --- | --- |
| Positie: | 50 | 40 | uit | 41 | 25 | 22 | 21 | 27 | 30 | 32 | 49 | 40 | 42 | 49 | uit |